# Dactyloscopus
El género Dactyloscopus son peces marinos de la familia de los dactiloscópidos.

## Especies
Existen las siguientes especies en este género:
- Dactyloscopus amnis (Miller & Briggs, 1962)
- Dactyloscopus boehlkei (Dawson, 1982)
- Dactyloscopus byersi (Dawson, 1969)
- Dactyloscopus comptus (Dawson, 1982)
- Dactyloscopus crossotus (Starks, 1913)
- Dactyloscopus elongatus (Myers & Wade, 1946)
- Dactyloscopus fallax (Dawson, 1975)
- Dactyloscopus fimbriatus (Reid, 1935)
- Dactyloscopus foraminosus (Dawson, 1982)
- Dactyloscopus heraldi (Dawson, 1975)
- Dactyloscopus insulatus (Dawson, 1975)
- Dactyloscopus lacteus (Myers & Wade, 1946)
- Dactyloscopus lunaticus (Gilbert, 1890)
- Dactyloscopus metoecus (Dawson, 1975)
- Dactyloscopus minutus (Dawson, 1975)
- Dactyloscopus moorei (Fowler, 1906)
- Dactyloscopus pectoralis (Gill, 1861)
- Dactyloscopus poeyi (Gill, 1861)
- Dactyloscopus tridigitatus (Gill, 1859)
- Dactyloscopus zelotes (Jordan & Gilbert, 1896 )